# Rhea Seehorn
Deborah Rhea Seehorn (Norfolk, 12 maggio 1972) è un'attrice statunitense.
È nota principalmente per il ruolo dell'avvocato Kim Wexler nella serie televisiva Better Call Saul (2015-2022), grazie alla quale si è aggiudicata due Satellite Award, altrettanti Saturn Award ed ha ottenuto due candidature al Premio Emmy, tre al Critics' Choice Television Award e tre agli Screen Actors Guild Award.

## Biografia
Deborah Rhea Seehorn nasce a Norfolk, in Virginia, il 12 maggio 1972. Poiché la madre lavora come assistente esecutiva per conto della marina militare statunitense e il padre come agente della Naval Criminal Investigative Service, cresce in Giappone, nell'Arizona e a Washington. Studia pittura, disegno e architettura sin da giovane, seguendo le orme di suo padre e sua nonna. Sebbene prosegua poi nel campo delle arti visive, si appassiona anche a cinema e teatro. Al college entra in contatto con il teatro contemporaneo. 
Le sue interpretazioni comprendono un ruolo in Riders and Floating, nel corto indipendente The Pitch, in The Gentlemen e in The Case Against Karen. La sua carriera teatrale comprende la produzione di Broadway di 45 Seconds from Broadway e altri ruoli in The World Over, All My Sons, Stop Kiss, How I Learned to Drive, Freedomland, e Marat/Sade.
Tra il 2003 e il 2004 entra a far parte del cast principale della sitcom della ABC I'm with Her, conclusasi dopo un'unica stagione di 22 episodi. Tra il 2011 e il 2013 interpreta Roxanne Harris, uno dei personaggi principali della sitcom della NBC Whitney. Tra il 2011 e il 2014, invece, ricopre il ruolo ricorrente di Ellen Swatello nella serie della TNT Franklin & Bash.
Nel maggio 2014 viene scritturata per un ruolo nella serie Better Call Saul, spin-off della fortunata Breaking Bad creato da Vince Gilligan e Peter Gould andato in onda dal 2015 al 2022 per un totale di sei stagioni. Nella serie, interpreta il personaggio di Kim Wexler, brillante avvocato nonché fidanzata del protagonista Jimmy McGill a.k.a. Saul Goodman, interpretato da Bob Odenkirk. Durante il corso della produzione della serie, fa il suo esordio come regista nel quarto episodio della sesta stagione, Colpisci e scappa. La sua interpretazione nel corso della serie le vale il plauso della critica specializzata e il conseguimento di numerosi riconoscimenti, inclusi due Satellite Award, due Saturn Award e il premio TCA Award Individual Achievement in Drama conferitole dalla Television Critics Association, prima attrice non protagonista a prevalere nella categoria a 27 anni dalla sua fondazione. Viene inoltre candidata due volte al Premio Emmy come miglior attrice non protagonista in una serie drammatica.
Nel settembre 2022 viene annunciato che Rhea Seehorn avrebbe proseguito il sodalizio artistico con Gilligan, recitando in qualità di protagonista in una nuova serie da lui diretta, i cui diritti di distribuzione sono stati acquistati da Apple TV+. Nel frattempo, la Seehorn ha recitato nella serie Cooper's Bar (2022) e nel film Bad Boys: Ride or Die (2024).

## Vita privata
È legata sentimentalmente al produttore cinematografico e agente immobiliare Graham Larson, con il quale si è sposata nel 2018.

## Filmografia

### Attrice

#### Cinema
- A Case Against Karen, regia di Randall Blair (1998)
- Eat Me!, regia di Joe Talbott (2000)
- Riders, regia di Doug Sadler (2001)
- Shaggy Dog - Papà che abbaia... non morde (The Shaggy Dog), regia di Brian Robbins (2006)
- Seven Stages to Achieve Eternal Bliss, regia di Vivieno Caldinelli (2018)
- Inside Man: Most Wanted, regia di M. J. Bassett (2019)
- L'apparenza delle cose (Things Heard & Seen), regia di Shari Springer Berman e Robert Pulcini (2021)
- Bad Boys: Ride or Die, regia di Adil El Arbi e Bilall Fallah (2024)

#### Televisione
- Homicide (Homicide: Life on the Street) – serie TV, episodio 6x08 (1997)
- I'm with Her – serie TV, 22 episodi (2003-2004)
- Head Cases – serie TV, 6 episodi (2005)
- Romy & Michelle - Quasi ricche e famose (Romy and Michele: In the Beginning), regia di Robin Schiff – film TV (2005)
- The Singles Table – serie TV, 6 episodi (2007)
- The Starter Wife – serie TV, 4 episodi (2008)
- Eva Adams, regia di Mark Waters – film TV (2009)
- Trust Me – serie TV, 3 episodi (2009)
- Dollhouse – serie TV, 1 episodio (2009)
- Burn Notice - Duro a morire (Burn Notice) – serie TV, 1 episodio (2010)
- The Closer – serie TV, 1 episodio (2010)
- Whitney – serie TV, 38 episodi (2011-2013)
- Franklin & Bash – serie TV, 11 episodi (2011-2014)
- House of Lies – serie TV, 2 episodi (2014)
- Better Call Saul – serie TV, 61 episodi (2015-2022)
- Shut Eye – serie TV, 2 episodi (2017)
- Law & Order - Unità vittime speciali (Law & Order: Special Victims Unit) – serie TV, 1 episodio (2018)
- Pappa e ciccia (Roseanne) – serie TV, episodio 10x04 (2018)
- Veep - Vicepresidente incompetente (Veep) – serie TV, 5 episodi (2019)
- The Act – serie TV, episodio 1x06 (2019)
- The Twilight Zone – serie TV, episodio 1x07 (2019)
- Better Call Saul Employee Training – miniserie TV, episodio 4x05 (2022)
- Cooper's Bar – serie TV, 6 episodi (2022)

### Doppiatrice
- American Dad! – serie animata, 1 episodio (2009)
- I Griffin (Family Guy) – serie animata, 1 episodio (2013)
- Robot Chicken – serie animata, 1 episodio (2018)
- The Harper House – serie animata, 10 episodi (2021)

### Regista
- Better Call Saul – serie TV, episodio 6x04 (2022)
- Cooper's Bar – serie TV, episodi 1x01-1x05 (2022)

## Teatro (parziale)
- 45 Seconds from Broadway (2001-2002)
- The World Over (2002)
- All My Sons
- Stop Kiss
- How I Learned to Drive
- Freedomland
- Marat/Sade

## Doppiatrici italiane
Nelle versioni in italiano delle opere in cui ha recitato, Rhea Seehorn è stata doppiata da:
- Laura Romano in Better Call Saul, L'apparenza delle cose, The Act
- Eleonora De Angelis in Shaggy Dog - Papà che abbaia... non morde, Bad Boys: Ride or Die
- Franca D'Amato in Romy & Michelle - Quasi ricche e famose
- Barbara De Bortoli in The Closer
- Roberta Greganti in Burn Notice - Duro a morire
- Alessandra Korompay in Law & Order - Unità vittime speciali

## Riconoscimenti
- Critics' Choice Television Award
  - 2019 – Candidatura alla miglior attrice non protagonista in una serie drammatica per Better Call Saul
  - 2021 – Candidatura alla miglior attrice non protagonista in una serie drammatica per Better Call Saul[2]
  - 2023 – Candidatura alla miglior attrice non protagonista in una serie drammatica per Better Call Saul
- Premio Emmy
  - 2022 – Candidatura alla miglior attrice non protagonista in una serie drammatica per Better Call Saul[1]
  - 2022 – Candidatura alla miglior attrice in un cortometraggio drammatico o commedia per Cooper's Bar[1]
  - 2023 – Candidatura alla miglior attrice non protagonista in una serie drammatica per Better Call Saul
- Satellite Award
  - 2016 – Miglior attrice non protagonista in una serie, mini-serie o film per la televisione per Better Call Saul
  - 2017 – Miglior attrice non protagonista in una serie, mini-serie o film per la televisione per Better Call Saul
  - 2023 – Candidatura alla miglior attrice non protagonista in una serie, mini-serie o film per la televisione per Better Call Saul
- Saturn Award
  - 2018 – Miglior attrice non protagonista in una serie televisiva per Better Call Saul
  - 2019 – Candidatura alla miglior attrice non protagonista in una serie televisiva per Better Call Saul
  - 2021 – Candidatura alla miglior attrice in una serie televisiva per Better Call Saul
  - 2022 – Miglior attrice in una serie televisiva per Better Call Saul
- Screen Actors Guild Award
  - 2019 – Candidatura al miglior cast in una serie drammatica per Better Call Saul[3]
  - 2021 – Candidatura al miglior cast in una serie drammatica per Better Call Saul
  - 2023 – Candidatura al miglior cast in una serie drammatica per Better Call Saul